# Ezequiel Porcel
Ezequiel Porcel i Alabau (Barcelona, 2 de enero de 1877 – 27 de junio de 1926) fue un arquitecto modernista español.

## Biografía
Hijo del maestro de obras Ezequiel Porcel de Bassols y de Assumpció Alabau, se tituló en 1902. Fue arquitecto municipal del Ayuntamiento de Barcelona, para el que realizó diversos trabajos topográficos y urbanísticos, así como en el de Premiá de Mar. Fue también tesorero de la Asociación de Arquitectos de Cataluña.
En 1917 elaboró con Ferran Romeu un proyecto de urbanización de Barcelona —conocido como Plan Romeu-Porcel— derivado del Plan de Enlaces de Léon Jaussely (1903), un ambicioso proyecto para enlazar la parte antigua de Barcelona con los nuevos municipios agregados en 1897, el cual no se pudo desarrollar en la práctica, de ahí la remodelación efectuada por Romeu y Porcel.
Tiene obras en Barcelona (Casa de Italia), Gavá (casa de la calle Artur Costa 24, 1916-1917), Viladecans (Casa Joan Anglada, 1911), Premiá de Mar y Tarrasa. El año 1909, en Tortosa, se presentaron unos planos firmados por él de la casa de Pilar Fontanet (conocida también como casa Grego-Sabaté). 
E. Porcel contrajo matrimonio con Francisca Vives.